# کاتارینا گالهوبر
کاتارینا گالهوبر (انگلیسی: Katharina Gallhuber؛ زادهٔ ۱۶ ژوئن ۱۹۹۷) اسکی‌باز آلپاین اهل اتریش است.